# Cymatoplex hypolichna
Cymatoplex hypolichna là một loài bướm đêm trong họ Geometridae.